# Hexachlorophosphazène
L'hexachlorophosphazène est un composé chimique de formule (NPCl2)3. Il s'agit d'une molécule cyclique constituée d'une alternance de trois atomes de phosphore et trois atomes d'azote. Il peut être vu comme le trimère d'un hypothétique composé « chlorure de phosphonitrile » N≡PCl2. L'hexachlorophosphazène et le (NPCl2)4, qui lui est apparenté, sont des précurseurs de polymères appelés polyphosphazènes. 
Il peut être obtenu en faisant réagir du pentachlorure de phosphore PCl5 avec du chlorure d'ammonium NH4Cl. La purification par sublimation donne surtout le trimère (NPCl2)3 et le tétramère (NPCl2)4. La sublimation lente sous vide à environ 60 °C donne le trimère pur, sans tétramère. Ces structures furent décrites par Justus von Liebig en 1832 lors de ses recherches sur le pentachlorure de phosphore et l'ammoniac NH3 :
n PCl5 + n NH4Cl → (NPCl2)n + 4n HCl.
Ces réactions sont généralement conduites dans des solutions de chlorobenzène.
L'hexachlorophosphazène est un précurseur du poly(dichlorophosphazène).